# Enrico Degano
Enrico Degano (Gorizia, 11 de marzo de 1976) es un ciclista italiano.

## Biografía
Enrico Degano fue profesional entre 1999 y 2008. Cuenta con 20 victorias en su palmarés.

## Palmarés
| 1999 - 2 etapas del Tour de Langkawi - 1 etapa de la Vuelta a Eslovenia 2000 - 1 etapa del Mémorial Cecchi-Gori - 1 etapa del Gran Premio Jornal de Noticias 2001 - 2 etapas del Tour de Langkawi 2002 - 1 etapa del Tour de Langkawi 2003 - 1 etapa de la Carrera de la Paz - 1 etapa de la Ster Elektrotoer | 2004 - Criterium de los Abruzzos - 1 etapa del Brixia Tour - 1 etapa de la Vuelta a Gran Bretaña 2005 - 2 etapas de la Ster Elektrotoer 2006 - 2 etapas del Gran Premio Internacional Costa Azul - 1 etapa de la Vuelta al Alentejo - 1 etapa del Gran Premio CTT Correios de Portugal 2007 - 1 etapa del Gran Premio CTT Correios de Portugal |

## Resultados en Grandes Vueltas
| Carrera | Carrera         | 1999 | 2000 | 2001 | 2002  | 2003 | 2004 | 2005 | 2006 | 2007 | 2008 |
| ------- | --------------- | ---- | ---- | ---- | ----- | ---- | ---- | ---- | ---- | ---- | ---- |
|         | Giro de Italia  | —    | Ab.  | Ab.  | 138.º | —    | —    | —    | —    | —    | —    |
|         | Tour de Francia | —    | —    | —    | —     | —    | —    | —    | —    | Ab.  | —    |
|         | Vuelta a España | —    | —    | Ab.  | —     | —    | —    | —    | —    | —    | —    |

—: no participa

Ab.: abandono